# Donor (geneeskunde)

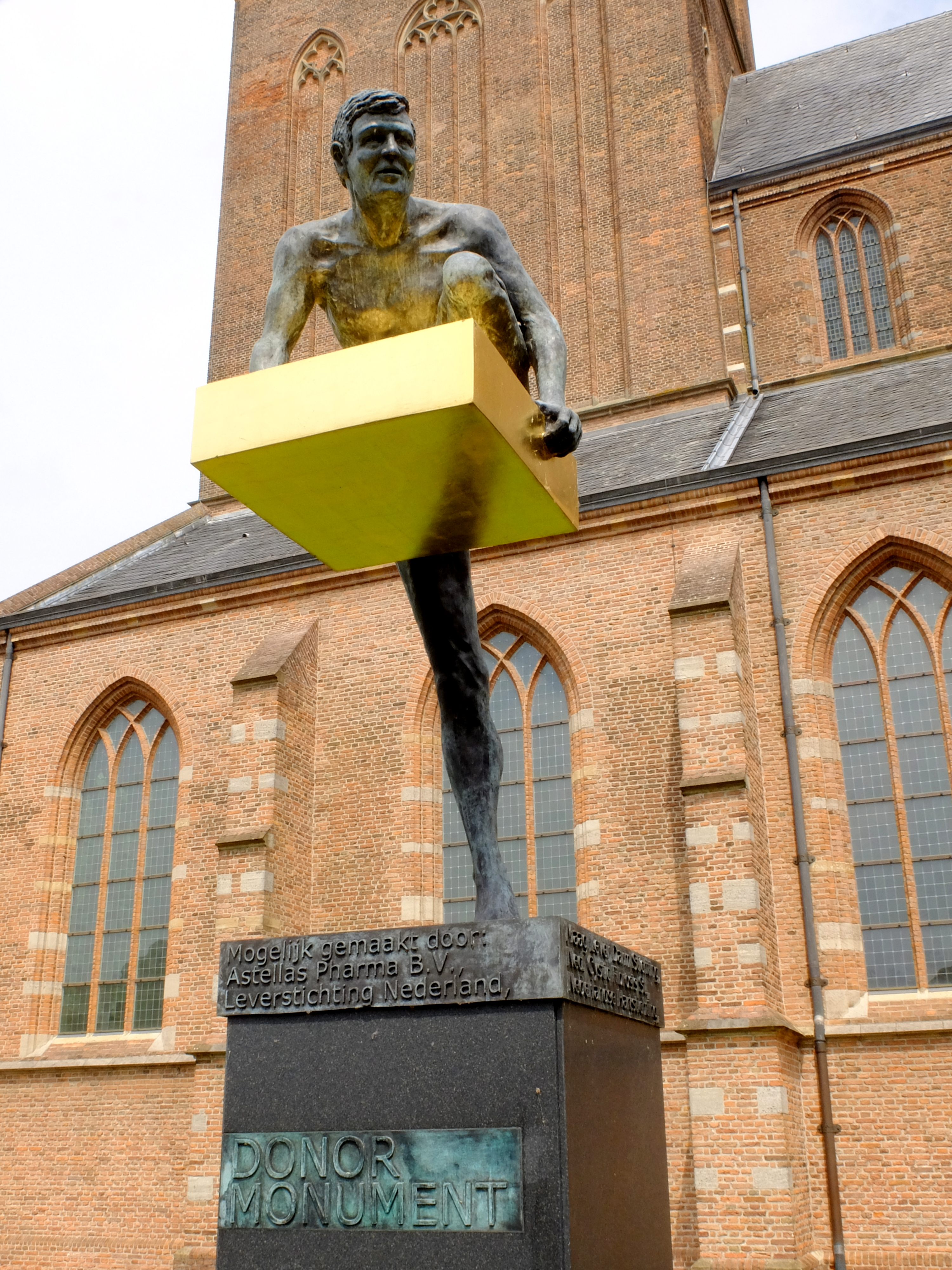
Nationaal Donormonument, Naarden (Noord-Holland)

Een donor is een persoon die weefsel of organen ter beschikking stelt.

## Donaties van een levende donor

### Nieren
Bij de helft van de niertransplantaties is de donor van de nier een levend familielid van de ontvanger. De nier is een van de weinige organen, waarvan een mens er één kan afstaan, zonder dat dit een nadelig effect op de eigen gezondheid hoeft te hebben (mits beide nieren goed werken). Daarnaast zijn naaste familieleden vaak geschikt als nierdonor, omdat de weefseltypering vaak lijkt op die van de ontvanger van de nier, en er dus verminderde kans is op een afstotingsreactie. Bovendien heeft een dergelijk familielid vaak het ongemak en het risico van de operatie voor de patiënt over. Ten slotte zijn de slagingspercentages bij transplantaties van nieren van een levende donor hoger dan de slagingspercentages van een overleden donor. Het feit dat bij de helft van alle niertransplantaties een levende donor zijn nier doneert, weerspiegelt ook het feit, dat de wachtlijsten voor een niertransplantatie erg lang zijn.

### Bloeddonatie

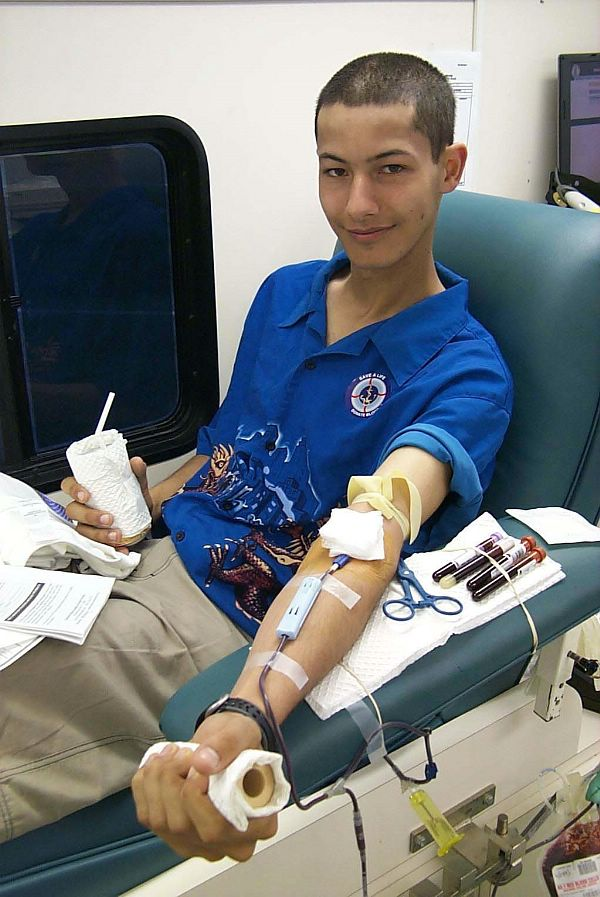
Een bloeddonor geeft bloed

De meest bekende en toegepaste vorm van donatie is de donatie van bloed door middel van bloedtransfusie. De landelijke bloedvoorziening voor patiënten is in Nederland geregeld via Sanquin, en in België via het Rode Kruis. Op de bloedbank wordt bloed gedoneerd door bloeddonoren. Na testen en bewerken van het bloed, wordt het bloed gebruikt in ziekenhuizen, bijvoorbeeld bij bloedverlies door ernstige verwondingen of bij operaties. Bij een bloedtransfusie moet rekening gehouden worden met de bloedgroepen van de donor en de ontvanger. Donatie van bloed direct van een donor naar een patiënt komt in westerse landen vrijwel alleen een enkele keer voor bij operaties in het veld.

### Weefseldonatie
Diverse lichaamsweefsels kunnen bij leven gedoneerd worden aan een medemens:
- Stamcel- of beenmergdonatie – Patiënten kunnen, vooral bij ernstige bloedziekten of afweerstoornissen, genezen dankzij een beenmergtransplantatie. Levende donoren, die gezond zijn en waarvan de bloedgroep en weefseltypering zo veel mogelijk overeenkomt met dat van de ontvanger, kunnen via een stamceldonatie of een beenmergdonatie een klein deel van hun bloedstamcellen aan een dergelijke patiënt geven.
- Botdonatie – Bij heupvervangende operaties wordt de heupkop van de patiënt weggenomen. Deze bevat vaak nog veel bot, dat door de heuppatiënt gedoneerd kan worden. Dit bot wordt bewerkt tot kleinere stukken en kan dan bijvoorbeeld worden gebruikt bij patiënten met zeer ernstige breuken.

### Melkdonatie
Voor baby's die van hun eigen moeder niet of niet voldoende moedermelk kunnen krijgen, bestaat de mogelijkheid om donormelk te krijgen. In de meeste landen wordt de donormelk gedistribueerd via moedermelkbanken. In Nederland bestaat deze voorziening sinds 2011 in het VUmc. De donormelk wordt gebruikt ten behoeve van te vroeg geboren baby's. Donaties voor gezonde baby's waarvan de moeder een melktekort heeft worden gecoördineerd via het Moedermelk Netwerk. In België zijn vier ziekenhuizen met een moedermelkbank namelijk het Erasmus en het UKZ Koningin Fabiola in Brussel, het Saint Vincent Clinic in Rocourt bij Luik en het CHR de la Citadelle in Luik.

### Spermadonatie
Spermabanken werven vruchtbare mannen voor het donorschap. Met het gedoneerde zaad worden lesbische stellen, alleenstaande vrouwen en stellen waarvan de man onvruchtbaar is, geholpen via kunstmatige inseminatie met donorsemen (KID). Sommige banken weigeren lesbische stellen of alleenstaande vrouwen, voornamelijk omdat er geen medische noodzaak is in vergelijking bij heteroseksuele stellen. In de twintigste eeuw werden er met name heteroseksuele stellen geholpen. Sinds de introductie van geavanceerde vruchtbaarheidstechnieken zoals ICSI hebben heteroseksuele stellen minder vaak KID nodig en dankzij de homo-emancipatie vormen lesbische stellen de grootste groep. De spermabank zoekt een donor die zo veel mogelijk overeenkomsten heeft met de aanstaande ouders, in het bijzonder met de vader.
Het sperma van de donoren dient aan veel eisen te voldoen, zo moet het zaad na invriezen en ontdooien weer levensvatbaar zijn en voldoende beweeglijkheid hebben. Doneren is geen zware taak, er dienen alleen voor de donatie 3 dagen van onthouding in acht te worden genomen. Verder moet een donor enkele keren per maand afreizen naar de bank.
Een donor krijgt nergens in Nederland of België betaald voor zijn donaties, alleen een ruime reiskostenvergoeding.
In Nederland worden donoren door spermabanken geregistreerd bij de Stichting Donorregister Kunstmatige Bevruchting, zodat het verwekte kind later zijn afkomst kan achterhalen. Vanaf 12-jarige leeftijd kan het donorkind een aantal basisgegevens over zijn donor opvragen zoals beroep, burgerlijke stand, gezinssamenstelling en karaktertrekken zoals de donor die opgaf op het moment van de donatie. Vanaf de leeftijd van 16 jaar kunnen persoonsgegevens opgevraagd worden (dit is wettelijk ingevoerd op 1 juni 2004).
Spermadonatie is ook mogelijk via internet. Omdat sinds 2004 de wet op anoniem doneren van sperma is afgeschaft zijn er wachtlijsten ontstaan bij spermabanken. Als alternatief zoekt men naar een spermadonor op internet via platforms of sociale media. Via diverse sites bieden mannen hun sperma aan. Ook plaatsen vrouwen of stellen advertenties waarin ze op zoek zijn naar een donor. Via dergelijke advertenties komen donoren en ontvangers met elkaar in contact. Wanneer een vrouw een spermadonor via internet heeft gevonden, wordt meestal voor zelfinseminatie gekozen als inseminatietechniek. Bij zelfinseminatie is het noodzakelijk dat er een donorovereenkomst wordt getekend. Soms kan een donor ook bij een spermabank doneren voor een specifieke vrouw of een specifiek stel.

## Donatie van een persoon die overleden is

### Weefseldonatie
Diverse lichaamsweefsels kunnen na het overlijden gedoneerd worden aan een medemens:
- Huiddonatie – Donorhuid kan bij mensen met ernstige brandwonden voor een tijdelijke bescherming van brandwond dienen, waardoor minder vaak infecties ontstaan en de genezingskans groter is. Huid wordt gedoneerd door overleden donoren.
- Hoornvliesdonatie – Het hoornvlies is het doorzichtige vlies aan de voorkant van het oog, waar we doorheen kijken. Bij sommige oogziekten kan dit hoornvlies ernstig aangetast raken, waardoor slechtziendheid of blindheid kan ontstaan. Deze patiënten kunnen vaak door een transplantatie van het hoornvlies geholpen worden. Het hoornvlies wordt gedoneerd door overleden donoren.

In principe is iedere overledene jonger dan 81 jaar geschikt als donor. Er bestaan echter een aantal contra-indicaties. Iemand kan bijvoorbeeld langer dan 24 uur dood zijn, lijden aan een infectieziekte of op het moment van overlijden chemotherapie krijgen.

### Orgaandonatie
Minder vaak voorkomend is het doneren van organen; orgaandonatie. Bij orgaandonatie gaat het om de volgende organen: hart, longen, lever, dunne darm, alvleesklier en nieren. Niet alleen kan een mens de meeste organen zelf niet missen, een orgaantransplantatie slaagt ook alleen als niet alleen de bloedgroep, maar ook de weefseltypering voldoende overeenkomt, zodat het immuunsysteem niet geactiveerd wordt. Als dat wel het geval is kan er een afstotingsreactie optreden.
De weefseltypering, oftewel het HLA-type, moet zo veel mogelijk overeenkomen tussen donor en ontvanger van het orgaan. Bij postume donororganen is het daarom belangrijk dat het orgaan naar de ontvanger gaat, die het meest geschikt is. Dit is dan ook niet altijd de persoon die boven aan de wachtlijst staat.
Voor orgaandonatie moet de donor voldoen aan bepaalde criteria. Zo moet de leeftijd geschikt zijn. Bij de alvleesklier geldt bijvoorbeeld de maximale leeftijd van 75 jaar, voor de longen is dit 5 tot ongeveer 60 jaar. Daarnaast bestaan er algemene en orgaanspecifieke contra-indicaties, zoals een onbekende doodsoorzaak, actieve infectieziekten en diabetes mellitus type I bij de alvleesklier. Ook bij een overledene met een onbekende identiteit wordt geen donatie gedaan.

#### Heartbeatingdonatie
Er bestaan twee soorten orgaandonatie: heartbeatingdonatie en non-heartbeatingdonatie. Heartbeatingdonatie wil zeggen dat een donor hersendood is met een intacte circulatie (de donor wordt dus beademd op een intensive care). De circulatie wordt pas stopgezet na de donatieprocedure. Omdat de functie van de organen bij heartbeatingdonoren intact is heeft deze vorm van orgaandonatie de voorkeur boven non-heartbeatingdonatie.

#### Non-heartbeatingdonatie
Bij een 'non-heartbeatingdonor' is de donor overleden. Er is geen circulatie. Donatie van hart en dunne darm was dan tot voor kort niet meer mogelijk. Na het vaststellen van de circulatiestilstand wordt in Nederland vijf minuten gewacht waarna de dood mag worden vastgesteld. Niet alle landen hanteren dezelfde wachttijd. In de operatiekamer wordt daarna de bloedcirculatie hersteld waarbij moet worden voorkomen dat er doorstroming naar de hersenen ontstaat. In een aantal Europese landen is deze methode niet toegestaan. Om die reden mag Eurotransplant organen die op deze wijze zijn verworven niet leveren aan Duitsland, Hongarije en Kroatie.
Er bestaan vier categorieën non-heartbeatingdonoren:
- overleden bij aankomst in het ziekenhuis.
- acuut overleden, eventueel na reanimatiepoging.
- spoedig te verwachten overlijden, bijvoorbeeld bij patiënten met een ernstig neurologisch beeld: donatie van meerdere organen mogelijk;
- Hartstilstand bij heartbeatingdonoren.

Na het stoppen van de circulatie is de tijd waarin organen geschikt zijn voor donatie beperkt. Dit heet de ischemietijd. Per orgaan is deze tijd anders.
In de jaren 2010 werden een technieken ontwikkeld om organen 'in leven' te houden na de klinische dood van de donor. Een hart bijvoorbeeld wordt in een machine geplaatst en gaat na toevoer van zuurstof en bloed weer kloppen. Deze methode wordt "donation after circulatory death" (DCD) genoemd.

### Donatie na euthanasie
Donatie van weefsels en organen is soms ook mogelijk na euthanasie of hulp bij zelfdoding. Doordat het tijdstip van overlijden van tevoren bekend is, is er de mogelijkheid om de donatie al voor het overlijden voor te bereiden, wat de kans op een succesvolle donatie vergroot. Aan een dergelijke donatie zijn echter wel voorwaarden verbonden, zoals dat deze donatie uit eigen beweging door de patiënt moet zijn aangekaart. Verder moet het overlijden in een ziekenhuis plaatsvinden, omdat kort na het overlijden de uitname van organen moet kunnen plaatsvinden. De overledene komt niet voor donatie in aanmerking als deze leed aan (de meeste vormen van) kanker of bepaalde infecties. Soms is het niet mogelijk om bepaalde organen te doneren maar andere organen wel. Zo kan iemand die een ernstige longfibrose heeft, natuurlijk geen longen doneren, maar mogelijk wel bijvoorbeeld nieren. Donatie na euthanasie vergt daarom een grondige voorbereiding die ten minste één week in beslag neemt, waarbij een transplantatiecoördinator een centrale rol vervult.

## Situatie in Nederland

### Procedure bij overleden donor
De algemene procedure in Nederland is als volgt:
1. Donorherkenning: aan de hand van criteria en contra-indicaties komt een patiënt in aanmerking voor donatie
2. Het donorregister wordt geraadpleegd: door een arts of een daartoe geautoriseerde functionaris
3. Er vindt een beslissing over donatie plaats. Nabestaanden worden begeleid bij het maken van een keuze door een arts of daartoe aangewezen functionaris. Aanvullende informatie wordt gegeven over de donatieprocedure.
4. Bekeken wordt of de patiënt geschikt is voor donatie (donorevaluatie). Daarnaast worden maatregelen getroffen om te zorgen dat de kwaliteit van de organen optimaal blijft (donorbehandeling).
5. De donoroperatie: de plaats waar een orgaandonatie plaatsvindt, is afhankelijk van het type donatie: op de operatiekamer of in het mortuarium (sectiekamer).
6. Nazorg van de nabestaanden.

### Wetten
In Nederland zijn de volgende wetten van belang:
- In Nederland geldt sinds 1997 de Wet inzake bloedvoorziening, waarin geregeld wordt hoe de bloedvoorziening binnen Nederland georganiseerd moet zijn.
- De Wet op de orgaandonatie regelt sinds 1998 de orgaandonatie voor transplantatiedoeleinden.
  - In 2008 had de Tweede Kamer een aantal aanbevelingen uit het masterplan orgaandonatie (onder leiding van Jan Terlouw) overgenomen. Dit betrof de aanbeveling; permanente voorlichting, ziekenhuis initiatieven en stimulering donatie-bij-leven. Het advies actieve donorregistratie (ADR) werd afgewezen.
  - Sinds de afwijzing van actieve donorregistratie (ADR) waren er diverse organisaties (gezondheidsfondsen en het burgerinitiatieven st. 2MH) die het als de oplossing voor het donortekort bleven propageren.
  - Volgend op onder andere België had D66 in 2012 een initiatiefwetsvoorstel geschreven om toch een vorm van actieve donorregistratie in de wet op te laten nemen.[5] In 2016 werd dit voorstel door D66 aangepast om tegemoet te komen aan de bezwaren van kamerleden. In 2017 werd wetsvoorstel 'geen bezwaar' van Pia Dijkstra (D66) met een nipte meerderheid aangenomen door de Tweede Kamer. In februari 2018 werd dit voorstel ook aanvaard door de Eerste Kamer. Vanaf 1 september 2020 trad de nieuwe wet in werking.
- De Wet veiligheid en kwaliteit lichaamsmateriaal is een wet uit 2003 stelt eisen die de kwaliteit en veiligheid waarborgen van lichaamsmaterialen (cellen, weefsels en organen) dat bedoeld is voor gebruik bij geneeskundige behandelingen.
- De Wet donorgegevens kunstmatige bevruchting trad 1 januari 2004 in werking. De wet geeft regels voor het bewaren en verstrekken van gegevens van donoren die geslachtscellen afstaan ten behoeve van kunstmatige bevruchting.

Medische, fysieke en sociale kenmerken van de donor zijn vanaf 1 januari 2004 voor de verwekte kinderen beschikbaar. Sinds 1 juni 2004 geldt de wet ook voor de persoonlijke gegevens van de donor.
Kinderen die met sperma zijn verwekt dat na 1 juni 2004 is gedoneerd, kunnen als ze 16 jaar zijn de persoonsgegevens van de donor opvragen. Zij krijgen de gegevens, tenzij er zwaarwegende bezwaren van de donor zijn om dat niet te doen.

## Situatie in België
België kent sinds 13 juni 1986 de Wet betreffende het wegnemen en transplanteren van organen. Volgens deze wet geldt een geenbezwaarsysteem. In de praktijk wordt echter bij overlijden veelal aan overlevenden gevraagd of zij weet hadden van bezwaar bij de overledene. Deze vraag in dergelijke precaire omstandigheden leidt er toch toe dat 13% van de familieleden melding maakt van bezwaar en geen orgaandonatie plaatsvindt. Daarom bestaat ook in België de mogelijkheid een expliciete wilsbeschikking te registreren in het rijksregister waarbij een persoon onweerlegbaar zijn bereidheid tot orgaandonatie na overlijden vastlegt, en de overlevenden de vraag niet meer gesteld wordt. Sinds 1 juli 2020 kan de expliciete wilsbeschikking ook door elke Belg zelf eenvoudig online geregistreerd worden, via het nationale gezondheidsportaal mijngezondheid.be, of kan men aan de eigen huisarts de beschikking doorgeven en kan de huisarts deze voor de patiënt registreren.

## Trivia
In 2007 zorgde het tv-programma De Grote Donorshow van BNN in Nederland voor de nodige ophef en media-aandacht over het donorschap. In 2018 zorgde het VTM-programma Make Belgium Great Again voor een soortgelijke aandacht in Vlaanderen en 32.000 bijkomende personen die zich met een expliciete wilsverklaring orgaandonor maakten.